# Tahar Chaïbi
Tahar Chaïbi (Túnez, 17 de febrero de 1946 - Túnez, 29 de abril de 2014) fue un futbolista tunecino que jugaba en la demarcación de centrocampista.

## Biografía
En 1959, cuando contaba con trece años, ya era convocado para jugar con el primer equipo del Club Africain tunecino. Tras varios años jugando en el club, en 1964, ganó su primer Championnat de Ligue Profesionelle 1. Ganó el título de nuevo en 1967, 1973 y en 1974. También ganó la copa nacional, la Copa de Túnez hasta en ocho ocasiones: 1965, 1967, 1968, 1969, 1970, 1972, 1973 y en 1976. También se hizo con la Supercopa de Túnez en 1968 y en 1970. Al final de la temporada 1975/1976 se retiró como futbolista.
Falleció el 29 de abril de 2014 en Túnez a los 68 años de edad a causa de un ataque cardíaco.

## Selección nacional
Con 19 años entrenó en su primera convocatoria de la selección de fútbol de Túnez, jugando un partido amistoso contra el Ferencváros TC, el 21 de febrero de 1965. No fue hasta el 2 de mayo de 1965 cuando jugó su primer partido contra otro combinado nacional, siendo contra Marruecos. Llegó a jugar la clasificatoria para jugar en los Juegos Olímpicos de México 1968, aunque quedó eliminado, al igual que en la eliminatoria para jugar en la Copa Mundial de Fútbol de 1970. Jugó un total de 34 partidos y marcó ocho goles.

## Clubes
| Club          | País  | Año         | Partidos | Goles |
| ------------- | ----- | ----------- | -------- | ----- |
| Club Africain | Túnez | 1959 - 1976 | 261      | 53    |

## Palmarés

### Campeonatos nacionales
| Título                               | Club          | País  | Año  |
| ------------------------------------ | ------------- | ----- | ---- |
| Championnat de Ligue Profesionelle 1 | Club Africain | Túnez | 1964 |
| Championnat de Ligue Profesionelle 1 | Club Africain | Túnez | 1967 |
| Championnat de Ligue Profesionelle 1 | Club Africain | Túnez | 1973 |
| Championnat de Ligue Profesionelle 1 | Club Africain | Túnez | 1974 |
| Copa de Túnez                        | Club Africain | Túnez | 1965 |
| Copa de Túnez                        | Club Africain | Túnez | 1967 |
| Copa de Túnez                        | Club Africain | Túnez | 1968 |
| Copa de Túnez                        | Club Africain | Túnez | 1969 |
| Copa de Túnez                        | Club Africain | Túnez | 1970 |
| Copa de Túnez                        | Club Africain | Túnez | 1972 |
| Copa de Túnez                        | Club Africain | Túnez | 1973 |
| Copa de Túnez                        | Club Africain | Túnez | 1976 |
| Supercopa de Túnez                   | Club Africain | Túnez | 1968 |
| Supercopa de Túnez                   | Club Africain | Túnez | 1970 |